# استپی بویراحمدی
استپی بویراحمدی (نام علمی: Stipa haussknechtii) نام یک گونه از سرده استپی است. سرده استپی در ایران در حدود ۲۰ گونه گیاه گندمی چندساله و یکساله دارد.